# Bistum Jammu-Srinagar
Das Bistum Jammu-Srinagar (lateinisch Dioecesis Iammuensis-Srinagarensis) ist eine römisch-katholische Diözese mit Sitz in Jammu in Indien.

## Geschichte
Vorläufer des Bistums waren die Missionare, die seit 1868 in Jammu und Kashmir ansässig waren. Am 2. Juli 1887 wurde die Apostolische Präfektur von Kafiristan und Kashmir aus Teilen des Gebiets des Bistums Lahore errichtet und den Missionaren der Missionsgesellschaft vom hl. Joseph von Mill Hill zur Verwaltung überlassen. Monsignore Ignatius Brouwer MHM wurde am 13. Juli 1888 als erster Präfekt eingesetzt.
Mit einer Neuordnung der Bistümer wurde am 17. Januar 1952 zunächst die Apostolische Präfektur von Kashmir und Jammu aus Teilen des Bistums Lahore und des Bistums Rawalpindi mit Sitz in Srinagar errichtet; erster Präfekt war George Shanks MHM. Am 14. Mai 1968 erfolgte eine Reorganisation als Apostolische Präfektur von Jammu und Kashmir mit Gebieten von Kaschmir und Ladakh aus dem Bistum Lahore und Jammu und Poonch aus dem Bistum Rawalpindi; die Präfektur umfasste 14 Distrikte.
Hippolytus Kunnunkal OFMCap wurde am 28. Dezember 1978 zum ersten einheimischen Präfekten ernannt. Mit der Erhebung der Apostolischen Präfektur zum Bistum Jammu-Shrinagar durch Papst Johannes Paul II. am 10. März 1986 wurde Kunnukal zum ersten Diözesanbischof ernannt. Am 29. Juni 1986 erfolgte die Bischofsweihe von Hippolytus Kunnunkal OFMCap in der Kathedrale St. Marien in Jammu sowie die Verlegung des Bischofssitzes nach Jammu. Am 25. November 1989 wurde der neue Bischofssitz in Jammu eingeweiht. In Jammu wurde das St. Paul’s Minor Seminary eingerichtet.
Seit 1998 ist Peter Celestine OFMCap Bischof von Jammu-Shrinagar.
Sprachen des Bistums sind Urdu, Panjabi, Dogri, Kashmiri, Hindi und Englisch.

## Ordinarien
- Apostolische Präfekten
  - George Shanks MHM (1952–1963)
  - John Boerkamp MHM (1963–1978)
  - Hippolytus Kunnunkal OFMCap (1978–1986)
- Bischöfe von Jammu-Srinagar
  - Hippolytus Kunnunkal OFMCap (1986–1998)
  - Peter Celestine OFMCap (1998–2014)
  - Ivan Pereira (seit 2014)